# Hoplostethus confinis
Hoplostethus confinis är en fiskart som beskrevs av Kotlyar, 1980. Hoplostethus confinis ingår i släktet Hoplostethus och familjen Trachichthyidae. Inga underarter finns listade i Catalogue of Life.